# Кинг-Ков (аэропорт)
Аэропорт Кинг-Ков (англ. King Cove Airport), (ИАТА: KVC, ИКАО: PAVC, FAA LID: KVC) — государственный гражданский аэропорт, расположенный в 6 километрах к северо-востоку от центрального делового района города Кинг-Ков (Аляска), США.

## Операционная деятельность
Аэропорт Кинг-Ков расположен на высоте 47 метров над уровнем моря и эксплуатирует одну взлётно-посадочную полосу:
- 7/25 размерами 1067 х 23 метров с гравийным покрытием.[1]

За период с 31 декабря 2005 года по 31 декабря 2006 года Аэропорт Кинг-Ков обработал 1030 операций взлётов и посадок самолётов из них 71 % пришлось на рейсы аэротакси и 29 % — на авиацию общего назначения.: